# Подвысокский сельский совет (Бережанский район)
Подвысокский сельский совет (укр. Підвисоцька сільська рада) — входит в состав
Бережанского района
Тернопольской области
Украины.
Административный центр сельского совета находится в 
с. Подвысокое.

## Населённые пункты совета
- с. Подвысокое
- с. Гутиско
- с. Демня